# Čelomdža
La Čelomdža (in russo  Чёломджа?; in lingua even: Чаламдя) è un fiume dell'Estremo Oriente russo, affluente di sinistra del Tauj. Scorre nell'Ol'skij rajon dell'oblast' di Magadan, all'interno della Riserva naturale di Magadan.
La Čelomdža è il più grande affluente del fiume Tauj in termini di lunghezza e area del bacino. Scorre in direzione sud-orientale nell'alto corso, poi orientale. Dopo aver ricevuto il suo affluente Churėn, gira verso sud. La sua lunghezza è di 228 km, l'area del suo bacino è di 12 000 km².
I suoi principali affluenti sono: Burgagylkan (lungo 124 km) e Churėn (131 km) ambedue provenienti dalla sinistra idrografica. Nel corso superiore il fiume ha un carattere montuoso, scorrendo in una stretta valle. Nel medio corso, il canale diventa un'ampia pianura alluvionale con una larghezza da 400 m a 2 km. Nel corso inferiore, la pianura alluvionale raggiunge i 3 km. Il congelamento del fiume inizia ai primi di ottobre e termina a maggio. Non ci sono insediamenti sulle rive del fiume.

## Fauna
Nelle sue acque vive il salmone keta, il salmone argentato, il Salvelinus malma, il Salvelinus leucomaenis e pesci della specie Thymallus.
Il gufo reale nidifica sulla riva del fiume, ed è elencato nella lista rossa IUCN.